# Serdar Dursun
Serdar Dursun (Hamburgo, 19 de outubro de 1991) é um futebolista profissional alemão de ascendência turca que atua como centroavante. Atualmente joga pelo Karagümrük.

## Seleção Turca
Embora seja alemão de nascimento, Dursun optou em jogar pela Turquia, uma vez que sua família tem origem neste país. Seu primeiro gol pela seleção aconteceu logo em sua partida de estreia contra Letônia, em 11 de outubro de 2021, que terminou com a vitória turca por 2–1.

## Títulos
Fenerbahçe
- Copa da Turquia: 2022–23

### Artilharias
- 2. Bundesliga de 2020–21 (27 gols)